# Дипломатически мисии на Кипър
Това е списък на дипломатическите мисии на Кипър. Включва посолства (и други подобни) и генерални консулства (без почетните консулства) на Кипър.
Страната има скромно дипломатическо присъствие по света. Това се дължи на факта, че е малка страна, с малък брой жители и малък бюджет. Северната част от острова, в която живеят предимно турци, си има свои собствени дипломатически мисии, макар и само в Турция – единствената държава, признала независимостта на тяхната Севернокипърска турска република. Кипър няма дипломатическо присъствие в Турция.

## Европа
- Австрия
  - Виена (посолство)
- Белгия
  - Брюксел (посолство)
- България
  - София (дипломатически офис)
- Ватикан
  - Рим (посолство)
- Великобритания
  - Лондон (High Commission)
- Германия
  - Берлин (посолство)
  - Хамбург (генерално консулство)
- Гърция
  - Атина (посолство)
  - Солун (генерално консулство)
- Дания
  - Копенхаген (посолство)
- Ирландия
  - Дъблин (посолство)
- Испания
  - Мадрид (посолство)
- Италия
  - Рим (посолство)
- Полша
  - Варшава (посолство)
- Португалия
  - Лисабон (посолство)
- Румъния
  - Букурещ (посолство)
- Русия
  - Москва (посолство)
- Словения
  - Любляна (посолство)
- Сърбия
  - Белград (посолство)
- Унгария
  - Будапеща (посолство)
- Финландия
  - Хелзинки (посолство)
- Франция
  - Париж (посолство)
- Нидерландия
  - Хага (посолство)
- Чехия
  - Прага (посолство)
- Швеция
  - Стокхолм (посолство)

## Северна Америка
- Канада
  - Торонто (генерално консулство)
- Мексико
  - Мексико (посолство)
- САЩ
  - Вашингтон (посолство)
  - Ню Йорк (генерално консулство)

## Африка
- Египет
  - Кайро (посолство)
- Кения
  - Найроби (High Commission)
- Либия
  - Триполи (посолство)
- ЮАР
  - Претория (High Commission)

## Азия
- Израел
  - Тел Авив (посолство)
- Индия
  - Ню Делхи (High Commission)
- Иран
  - Техеран (посолство)
- Йордания
  - Аман (дипломатически офис)
- Катар
  - Доха (посолство)
- Китай
  - Пекин (посолство)
- Ливан
  - Бейрут (посолство)
- Сирия
  - Дамаск (посолство)

## Океания
- Австралия
  - Канбера (High Commission)

## Междудържавни организации
- - Брюксел – ЕС
  - Виена – ОССЕ
  - Женева – ООН и други организации
  - Лондон – Международна морска организация
  - Ню Йорк – ООН
  - Париж – ЮНЕСКО
  - Рим – ФАО
  - Страсбург – Съвет на Европа